# Gerhard Strack
Gerhard Strack (Kerpen, 1955. szeptember 1. – 2020. május 21.) nyugatnémet válogatott német labdarúgó, hátvéd.

## Pályafutása

### Klubcsapatban
1961-ben az SV Glückauf Habbelrath csapatában kezdte a labdarúgást, majd 1966-ban az SpVg Frechen 20 együttesében folytatta. 1973-ban került az 1. FC Köln korosztályos csapatához. A következő idényben az első csapatban is bemutatkozott, ahol 1985-ig játszott. A kölni csapattal egyszeres bajnok és háromszoros nyugatnémet kupa-győztes volt. 1985 és 1987 között a svájci FC Basel labdarúgója volt. 1987-ben hazatért és egy idényen át a Fortuna Düsseldorf csapatában szerepelt, majd visszavonult az aktív labdarúgástól.

### A válogatottban
1973–74-ben hétszeres ifjúsági válogatott volt és két gólt ért el. 1977 és 1982 között négyszeres B-válogatott és egy gól szerzője volt. 1982 és 1984 között 10 alkalommal játszott a nyugatnémet válogatottban és két gólt szerzett. Részt vett az 1984-es franciaországi Európa-bajnokságon.

## Sikerei, díjai
1. FC Köln
- Nyugatnémet bajnokság (Bundesliga)
  - bajnok: 1977–78
  - 2.: 1981–82
- Nyugatnémet kupa (DFP-Pokal)
  - győztes: 1977, 1978, 1983
  - döntős: 1980